# 阿納穆爾

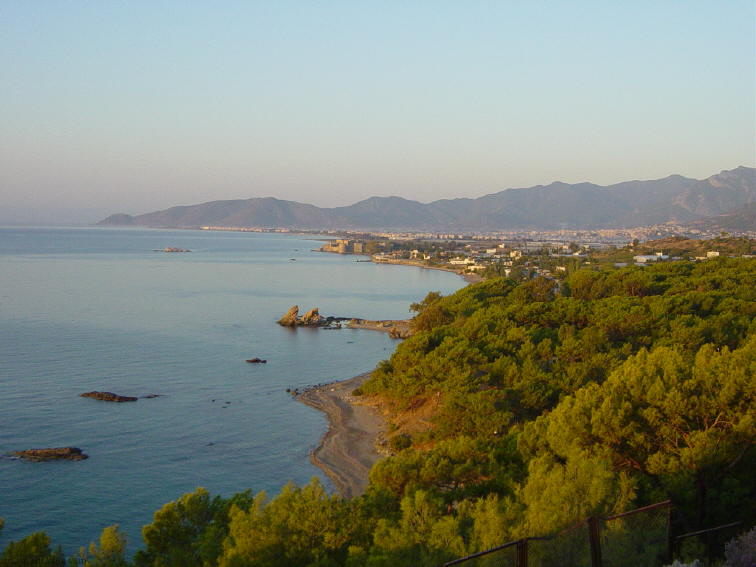
阿納穆爾

阿納穆爾是土耳其的城鎮，由梅爾辛省負責管轄，位於該國南部地中海沿岸，距離阿拉尼亞約120公里，面積1,241平方公里，受地中海氣候影響，每年平均降雨量923毫米，2010年人口34,805。

## 外部連結
- District governor's official website （页面存档备份，存于） （土耳其文）
- District municipality's official website （页面存档备份，存于） （土耳其文）
- About Mersin City and Anamur
- Anamur
- Mersin University
- Anamur and Anemurium
- Anamurluca, Anamur cultur pages（土耳其文）
- Anamur